# 欧墨鲁斯
欧墨鲁斯（英語：Eumaeus）是古希腊神话中的一位男性人物，為英雄奥德修斯的朋友。其事迹见于《奥德赛》之记载，他曾为奥德修斯提供住所以及食物，并提供长期帮助。